# Gabriele Schade
Gabriele Schade (geboren 1952) ist als deutsche Professorin und Informatikerin an der Fachhochschule Erfurt tätig. Sie ist Mitglied und war zwei Mal Vorsitzende (2013–2015 und 2019–2022) des Rundfunkrat des Mitteldeutschen Rundfunks. 2024 ist sie 2. stellvertretende Vorsitzende des MDR-Rundfunkrates.

## Berufliche Entwicklung
Gabriele Schade war bis zum Wintersemester 2017/18 aktiv als Professorin für Medieninformatik und Software-Engineering an der Fachhochschule Erfurt tätig. Ein Schwerpunkt ihrer Lehr- und Forschungstätigkeit ist die partizipative Softwareentwicklung mit besonderer Fokussierung auf Usability und User Experience, Software-Engineering (Softwaretechnik) und Software-Ergonomie.
Weitere Schwerpunkte ihrer Tätigkeit sind Mensch-Computer-Interaktionen, Gender und Diversity in der Informatik sowie E-Learning.
Schade engagiert sich seit vielen Jahren für Gleichstellung und Chancengleichheit im MINT-Bereich (Mathematik, Informatik, Naturwissenschaften und Technik).

## Ehrenamtliches Engagement
- seit 1991 Mitglied der Gesellschaft für Informatik
- seit 1994 Mitglied im Forum InformatikerInnen für Frieden und gesellschaftliche Verantwortung
- Mitglied für die Natur-, Umwelt- und Klimaschutzverbände Thüringen, Bund für Umwelt und Naturschutz, Thüringen
- seit 2016 stellvertretende Vorsitzende des Kuratoriums des Kompetenzzentrum Technik-Diversity-Chancengleichheit[8]

## Ehrungen
- Bundesverdienstkreuz am Bande 2022[9][10]

## Schriften (Auswahl)
- Friedrich Naumann, Gabriele Schade (Hrsg.): Informatik in der DDR – eine Bilanz. Tagungsband zu den Symposien 7. bis 9. Oktober 2004 in Chemnitz, 11. bis 12. Mai 2006 in Erfurt. Bonn 2007, ISBN 978-3-88579-420-2.
- Mitarbeit an Ethische Leitlinien der Gesellschaft für Informatik (Februar 1997)[11]
- Kristin Probstmeyer, Gabriele Schade: Integration von Gender und Diversity-Aspekten in die Informatik-Lehre - Ausgewählte Beispiele der FH Erfurt und der TU Ilmenau. In: Nicola Marsden, Ute Kempf (Hrsg.): Gender-UseIT: HCI, Usability und UX unter Gendergesichtspunkten. Hochschule Heilbronn, Kompetenzzentrum Technik-Diversity-Chancengleichheit De Gruyter Oldenbourg, Berlin / Boston 2014, ISBN 978-3-11-036322-7, S. 153.
- G. Schade: Geschlechtsspezifische Medienkompetenz. In: G. Winker, V. Oechtering (Hrsg.): Computernetze – Frauenplätze. VS Verlag für Sozialwissenschaften, Wiesbaden 1998, ISBN 3-8100-2174-1, S. 157–166.
- K. Probstmeyer, G. Schade: Gender- und diversitysensible Gestaltung von Lehrveranstaltungen im Informatikstudium – Best Practice Beispiele der FH Erfurt und der TU Ilmenau. In: C. Leicht-Scholten, U. Schroeder (Hrsg.): Informatikkultur neu denken – Konzepte für Studium und Lehre. Springer Vieweg, Wiesbaden 2014.[12]